# 泰晤士河畔阿賓頓
泰晤士河畔亞平敦（英語：Abingdon-on-Thames）是位於英國英格蘭的一个镇，在歷史上是伯克郡的郡治所在地，但自1974年起屬於牛津郡。泰晤士河畔亞平敦自稱是英國歷史最古老的城市之一，這裡有人居住的歷史至少達6,000年。

## 友好城市
- 法國 阿让唐